# 得田舞美
得田 舞美（とくだ まみ、1974年4月10日 - ）は、日本の女優。

## 出演

### テレビドラマ
- ウルトラマンマックス 第26話（2005年12月24日、CBC） - 古理博士の母 役
- 天装戦隊ゴセイジャー 第11話（2010年4月25日、テレビ朝日） - みくの母親 役
- 仮面ライダーリバイス 第7話（2021年10月17日、テレビ朝日） - 主婦 役
- オクトー 〜感情捜査官 心野朱梨〜 Season2 第7話（2024年11月14日、読売テレビ・日本テレビ系） - 設楽奈緒子 役[1]

### 映画
- ゴジラ-1.0（2023年11月3日公開、東宝）